# Samir Ramizi
Samir Ramizi (in serbo Самир Рамизи?; Skënderaj, 24 luglio 1991) è un calciatore serbo, attaccante del Neuchâtel Xamax.

## Carriera

### Club
Il 1º luglio 2016 viene acquistato a titolo definitivo dalla squadra svizzera dello Neuchâtel Xamax.